# Ямайка
Яма́йка (англ. Jamaica [dʒəˈmeɪkə]; ям. креол. Jumieka / Jamieka / Jomieka) — островное государство в составе Британского содружества в Вест-Индии. Расположена в Карибском море, к югу от Кубы, к западу от Гаити.
6 августа 1962 года Ямайка провозгласила независимость от Великобритании в рамках Содружества наций. Столицей и крупнейшим городом страны является Кингстон.

## Этимология
Название страны происходит от искажённого индейского слова «хаймака» (аравак. Xaymaca), что буквально означает «остров родников» или «земля источников».

## Физико-географическая характеристика

### Географическое положение
Ямайка является третьим по площади островом в группе Больших Антильских островов. Главный остров расположен между 17° и 19° северной широты и 76° и 79° западной долготы, в 145 км к югу от Кубы, в 160—190 км к западу от Гаити, в 290 км к юго-востоку от Каймановых островов.
Ближайшая точка континента — мыс Кабо-Грасьяс-а-Дьос на границе Гондураса и Никарагуа — расположена в 630 км к юго-западу. При протяжённости острова с запада на восток на 225 км, с севера на юг — от 35 до 82 км имеет площадь 10 991 км². Длина береговой линии составляет 1022 км.

### Климат
Ямайка находится в зоне тропического климата с господством северо-восточных пассатов, заметно влияющих, наравне с показателем абсолютной высоты местности, на климат страны.
В столичном районе средняя температура за год меняется от 24 до 27 °C, а в местечке Гордон-Хилл в горах Блу-Маунтинс — от 4 до 7 °C.
Температура в течение года меняется незначительно, средние значения января составляют 24—25 °С, июля — 26—27 °С.
Осадки имеют сезонный характер и особенно интенсивны в мае и октябре, хотя в летние месяцы также случаются грозы с сильными дождями. Средняя годовая норма осадков 2100 мм, но также зависит от района. Южное побережье получает 635 мм осадков, а в горах Джон-Кроу на северо-востоке острова выпадает до 7600 мм. Сезон дождей длится с мая по октябрь, а в зимние месяцы (с декабря по март) до острова доходят холодные северные ветры с североамериканского континента.
Ямайка расположена в атлантическом поясе ураганов, которые причиняют большой ущерб населению и хозяйству. Среди особенно сильных ураганов, пронёсшихся прямо по острову, ураганы Чарли (1951), Аллен (1980) и Гилберт 1988 годах. Ураганы Иван (2004) и Дин (2007) привели к многочисленным разрушениям и смерти нескольких человек на острове.

### Рельеф и геология

Рельеф Ямайки

Бо́льшая часть территории (примерно 2/3) Ямайки представляет собой известняковое плато высотой от 500 м до 1 км, местами выше. В восточной части острова расположены горы Блу-Маунтинс, где находится высочайшая точка страны — гора Блу-Маунтин (высота 2256 м). На юго-западе находится гора Малверн (725 м), а в западной части — гора Долфин-Хед (545 м). В западной части острова распространены карстовые формы рельефа, представленные в горах Джон-Кроу, Драй-Харбор и в карстовой котловине Кокпит-Кантри площадью около 1300 км². Котловина представляет собой комплекс невысоких холмов, разделенных узкими долинами. Для этого района характерны карстовые воронки и подземные водотоки.
Вдоль южного и западного побережья располагаются аллювиальные низменности. Южный берег острова сильно расчленён, имеет окаймлённые рифами гавани, такие как гавань города Кингстон. На западном берегу у города Негрил на 11 км тянется пляж из кораллового песка. Северный берег расчленён слабо и имеет скалистый характер. В его центре расположена популярная среди туристов Ямайская ривьера — узкая полоса пляжей из мелкозернистого белого песка.
Положение Ямайки в сейсмически активной Антильско-Карибской тектонической области выражалось в катастрофических землетрясениях 1692 и 1907 годов. Важнейшим полезным ископаемым являются бокситы, по запасам которых Ямайка занимает ведущее место в мире.

### Водные ресурсы
На Ямайке находится множество небольших рек и ручьев, берущих начало на центральном нагорье и зачастую пропадающих в карстовых полостях. Суммарный объём возобновляемых водных ресурсов — 9,4 км³ (2000 год). Наиболее длинная по протяжённости река — Миньо (93 км) текущая с гор Драй-Харбор в бухту Карлайл (Carlisle Bay). Ещё две реки — Блэк-Ривер в западной части и Рио-Кобре недалеко от Кингстона, имеют длину более 50 км. Из всех рек острова на значительное расстояние судоходна река Блэк-Ривер — небольшие суда могут подниматься на 48 км от устья. Единственная река, текущая не в северном или южном направлениях — Плантэйн-Гарден на востоке острова.

### Важнейшие города
- Кингстон (Ямайка)
- Спаниш-Таун
- Портмор
- Монтего-Бей

## Флора и фауна

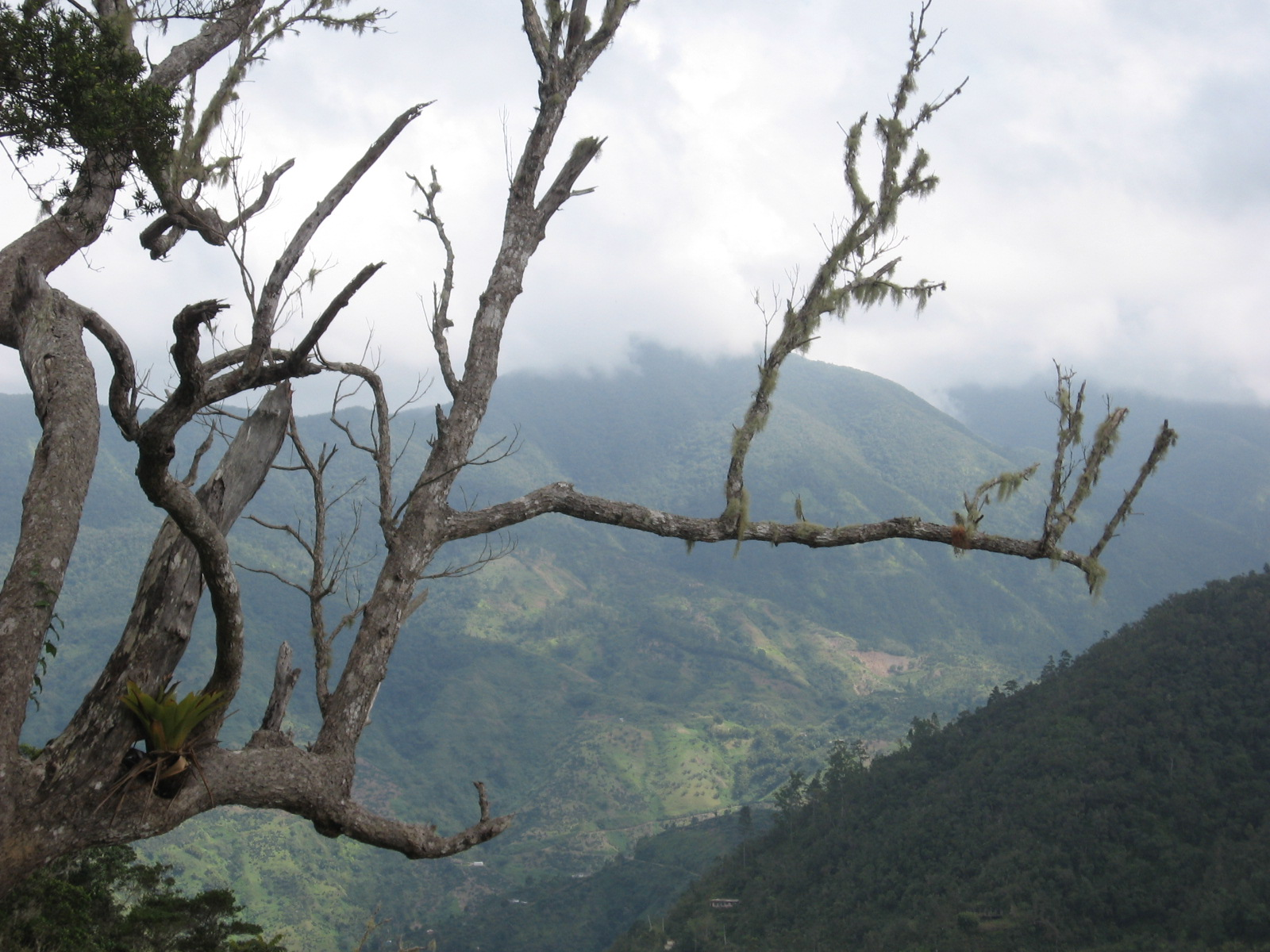
Национальный парк Холливелл в горах Блу-Маунтинс

Остров известен своими разнообразными экосистемами, включая низкорослые леса высоко в горах, сельву на северо-восточных склонах гор и в долинах, саванны на юге и западе, а также песчаные районы, где растут только кактусы и другие ксерофитные растения. С XV века, когда остров был полностью покрыт лесом за исключением небольших сельскохозяйственных участков, растительность сильно изменилась. Колонисты вырубали деревья для нужд строительства и очищали равнины, саванны и склоны гор для возделывания почв. Многие виды были интродуцированы, включая сахарный тростник, бананы и цитрусовые.
Площадь лесов на острове составляет около 194 тыс. га (1/5 всей территории). Наиболее распространено хлопковое дерево, в труднодоступных местах сохранились девственные древостои из свиетении крупнолистной, эбенового дерева и дальбергии, местами встречаются заросли бамбука и кампешевого дерева, а также посадки карибской сосны и эвкалипта. Южное побережье во многих местах заросло мангровыми зарослями. В западной и юго-западной части острова в местах, где земля не используется под плантации, распространена растительность саваннового типа (злаки и отдельно стоящие деревья). Всего на острове произрастает более 3000 видов цветковых растений, включая 200 видов орхидей и гибискус сабдариффа (из которого делают каркаде).

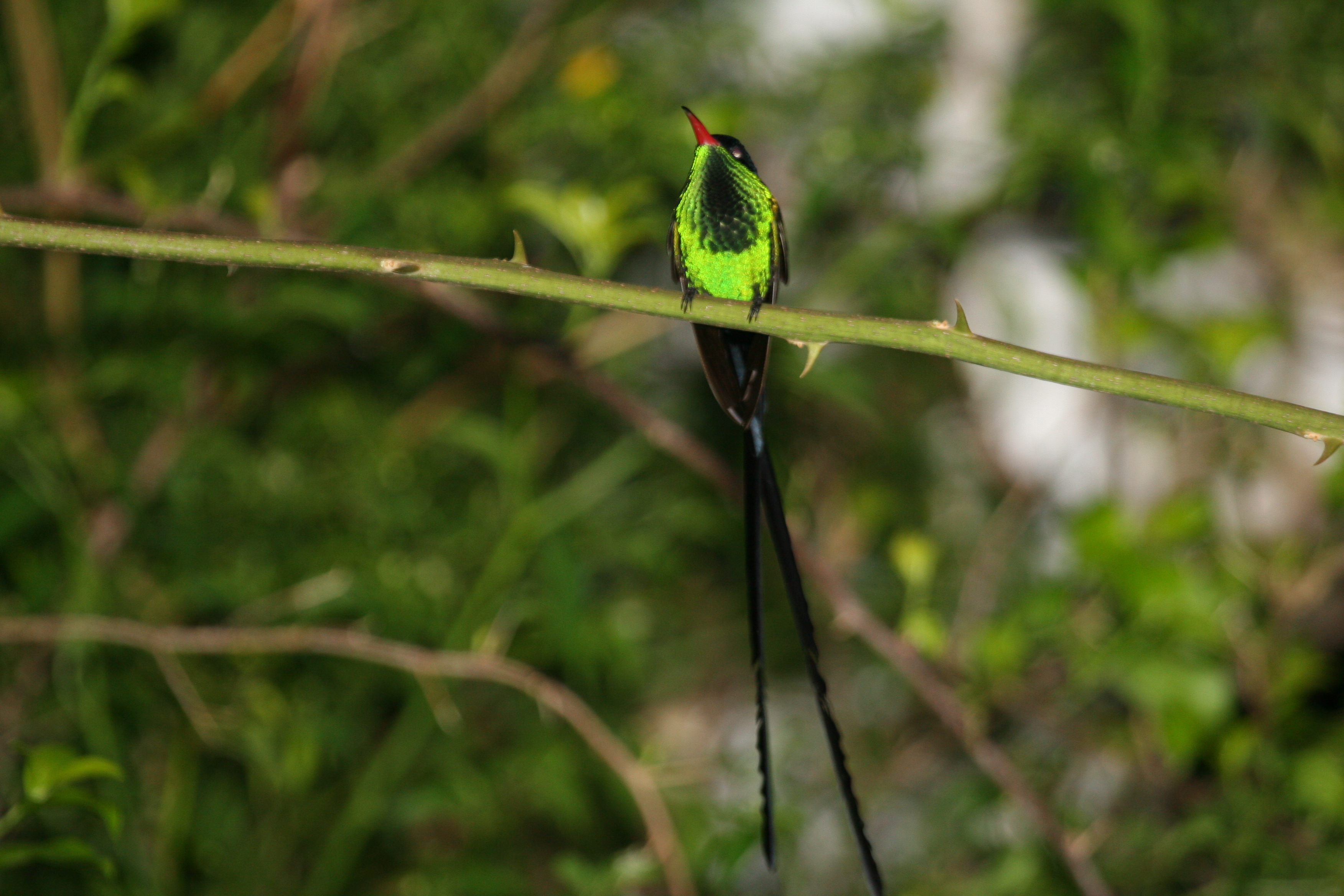
Птица Trochilus polytmus, представитель подсемейства вымпелохвостых колибри

Животный мир Ямайки относительно беден: птицы, грызуны (крысы, мыши), кролики, мангусты, пресмыкающиеся (черепахи, змеи, крокодилы и игуаны) и 20 видов летучих мышей. Местных животных на Ямайке немного, в ходе освоения человеком фауна острова сильно пострадала. В доколумбовые времена на острове обитали многочисленные представители семейства хутиевых, но позже их численность сократилась из-за охоты и разрушения мест обитания. Местные крокодилы также могут попасть под угрозу вымирания. Широко распространились мангусты, завезённые в 1872 году из Индии для борьбы с ядовитыми змеями.
Воды острова и прибрежных районов богаты рыбой. Пресноводные рыбы представлены в основном кефалью, имеются 4 вида пресноводных раков. В прибрежных водах обитают ламантины.
Зафиксировано более 250 видов птиц, включая перелётных, причём 25 видов и 21 подвид являются эндемиками, включая национальный символ — вымпелохвостых колибри. Среди интродуцированных видов — майны.
Природоохранные территории острова включают в себя Кокпит-Кантри, лесные заповедники Хеллшайр-Хиллс и Литчфилд. В 1992 году был организован первый морской парк в бухте Монтего и имеет площадь 15 км². В 1993 были созданы национальный парк в горах Блу-Маунтинс и Джон-Кроу.

## История
В древности Ямайку населяли индейцы. Остров был открыт Христофором Колумбом в 1494 году. Колумб назвал его в честь королевской четы островом Фердинанда и Изабеллы. Это название не прижилось, остров сохранил местное название — Ямайка. Своё первое поселение на острове испанцы основали в 1509 году.
К приходу испанцев Ямайку населяли индейцы араваки, их численность возможно достигала примерно 60 тысяч человек. За период испанского господства индейцы на Ямайке исчезли почти полностью. Уже к 1611 году на острове насчитывалось всего 74 индейца.
В качестве рабочей силы испанцы уже в начале XVI века стали завозить на Ямайку темнокожих рабов из Африки. Однако испанцы за полтора века колонизировали остров не слишком активно, и в 1655 году его захватили англичане (официально Ямайка была объявлена английской колонией в 1670 году).
На берегу обширной естественной гавани, недалеко от нынешнего Кингстона, англичане возвели форт. Возле форта стал расти город Порт-Ройял. Вскоре он приобрёл славу «самого грешного города во всём христианском мире», так как туда с острова Тортуга переместилась «столица» морских разбойников. В конце XVII века в городе Порт-Ройял было 8 тысяч жителей, из них — полторы тысячи пиратов.
Пираты грабили испанские корабли, свозили добычу в Порт-Ройял, что привело к процветанию города. Однако 7 июня 1692 года бо́льшая часть этого «развратного Вавилона» в результате землетрясения исчезла в морской пучине. Церковь католической Испании сообщила, что «Бог покарал нечестивый город за грехи».

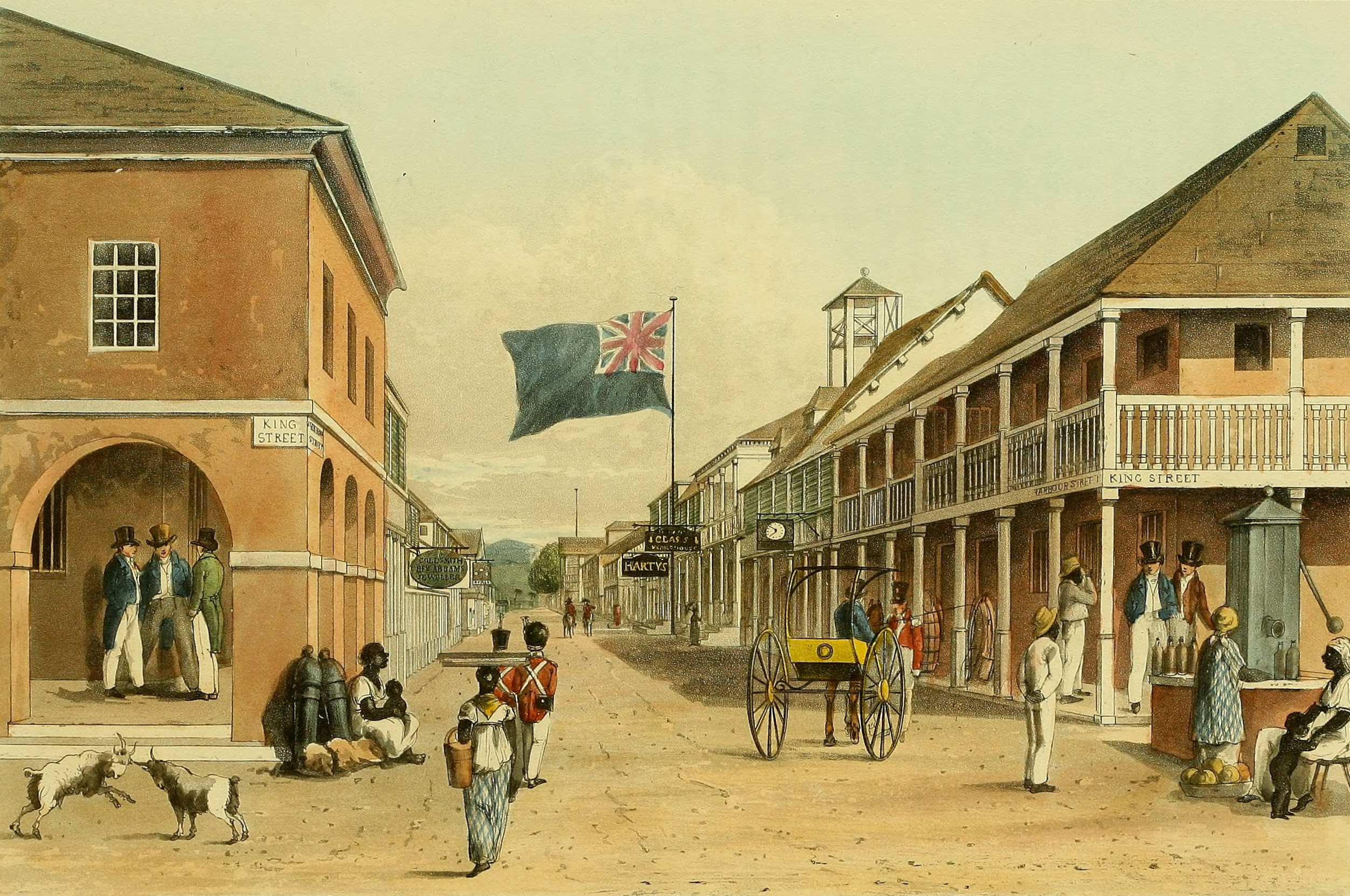
Кингстон, 1820

Однако к тому времени англичане уже крепко обосновались на Ямайке, превратив остров в крупную «сахарную» колонию — на Ямайке интенсивно развивались плантации сахарного тростника. Большая часть плантаций располагалась на равнинах юга острова. Внутренние районы Ямайки использовались для выпаса скота. Промышленность Ямайки производила сахар-сырец, патоку-мелассу и знаменитый ямайский ром.
Англичанам доставляли немалое беспокойство восстания негров-рабов. За примерно 150 лет, до начала XIX века, было не менее 30 таких восстаний. Уже во второй половине XVII века в наиболее отдалённых горно-лесистых районах Ямайки обосновались мароны — беглые негры-рабы и их потомки, создавшие нечто вроде собственного государства. Они совершали набеги с целью захвата скота и других грабежей, и в итоге англичане в конце XVIII века провели депортацию маронов в Африку (в Сьерра-Леоне, где они основали город Фритаун).
В 1831 году на Ямайке произошло крупное восстание, в ходе которого около 60 000 рабов объявили забастовку, и которое, как считается, ускорило принятие решения по отмене рабства в британских колониях. Так, Генри Тейлор, глава вест-индского отдела британского колониального управления, позже комментировал это так: «Косвенно это ужасное событие [восстание]… нанесло рабству смертельный удар». В XIX веке, после отмены рабства в 1833 году, для английских плантаторов на Ямайке наступили «плохие времена». Освобождение негров-рабов существенно подорвало плантационное хозяйство Ямайки. Завоз рабочих-контрактников из Индии и Китая не исправил ситуацию. Производство сахара на Ямайке резко сократилось. К тому же увеличилась конкуренция из-за роста выработки свекловичного сахара в Европе и увеличения производства сахара на Кубе и Яве.
В XX веке экономическая ситуация на Ямайке существенно изменилась в результате инвестиций из США. Американские компании организовали на Ямайке крупное экспортное производство бананов, а также какао, кофе и кокосов. Американцы занялись и развитием инфраструктуры Ямайки (железнодорожная сеть и т. п.).
В 1943 году на Ямайке было введено всеобщее избирательное право, в 1944 году — частичное самоуправление. В 1959 году Ямайка получила внутреннее самоуправление, в августе 1962 года Британия предоставила Ямайке независимость.

## Государственное устройство
До 1962 года Ямайка была владением Великобритании, 6 августа 1962 года стала независимым государством. Действует конституция 1962 года (с учётом реформ 1997 года и последующих поправок). Страна является королевством, королевская власть осуществляется в виде конституционной монархии. Глава государства — британский монарх (король Карл III), представленный генерал-губернатором, который назначается им по рекомендации премьер-министра Ямайки. Генерал-губернатор осуществляет от имени короля королевскую власть в стране, обладая всеми его полномочиями, предоставленными ему Конституцией, во время его отсутствия на Ямайке.
В 2012 году, в год 50-летия обретения независимости от Соединенного Королевства, Ямайка выразила желание выйти из Содружества наций и стать «полноценной» республикой. Об этом на своей инаугурационной речи заявила премьер-министр Ямайки Поршия Симпсон-Миллер. Букингемский дворец ответил, что решение о государственном строе Ямайки — за населением государства, а не за кем-то иным.
Генерал-губернатор подписывает все законопроекты и назначает премьер-министра (из победившей на выборах партии). При генерал-губернаторе функционирует консультативный орган из 6 членов — Тайный совет, который формируется им по рекомендации премьер-министра. По его же рекомендации генерал-губернатор назначает членов правительства.
Законодательный орган — двухпалатный парламент, состоит из двух палат: Сенат (21 член, назначаются генерал-губернатором, из них 13 — по рекомендации премьер-министра, 8 — от оппозиции); Палата Представителей — 63 депутата, избираемых населением на 5-летний срок.
Основные две политические партии (по итогам выборов в феврале 2016 года):
- Лейбористская партия Ямайки (либерально-консервативного толка) — 33 места в парламенте
- Народная национальная партия (социал-демократического толка) — 30 мест в парламенте

## Административное деление

Ямайка разделена на четырнадцать приходов (округов) (англ. parish), которые располагаются в трёх исторических графствах.
| Административное деление Ямайки                                                                             | Административное деление Ямайки | Административное деление Ямайки | Административное деление Ямайки | Административное деление Ямайки | Административное деление Ямайки | Административное деление Ямайки | Административное деление Ямайки | Административное деление Ямайки | Административное деление Ямайки | Административное деление Ямайки | Административное деление Ямайки |
| --- | ------------------------------- | ------------------------------- | ------------------------------- | ------------------------------- | ------------------------------- | ------------------------------- | ------------------------------- | ------------------------------- | ------------------------------- | ------------------------------- | ------------------------------- |
| При нажатии на номер или изображение какого-либо округа будет осуществлён переход на соответствующую статью |                                 |                                 |                                 |                                 |                                 |                                 |                                 |                                 |                                 |                                 |                                 |
| Графство Корнуолл                                                                                           | Графство Корнуолл               | Адм. центр                      | км2                             | Графство Мидлсекс               | Графство Мидлсекс               | Адм. центр                      | км2                             | Графство Сарри                  | Графство Сарри                  | Адм. центр                      | км2                             |
| 1 | Хановер                         | Лусеа                           | 450                             | 6                               | Кларендон                       | Мей-Пен                         | 1196                            | 11                              | Кингстон                        | Кингстон                        | 25                              |
| 2 | Сент-Элизабет                   | Блэк-Ривер                      | 1212                            | 7                               | Манчестер                       | Мандевилл                       | 830                             | 12                              | Портленд                        | Порт-Антонио                    | 814                             |
| 3 | Сент-Джеймс                     | Монтего-Бей                     | 595                             | 8                               | Сент-Анн                        | Сент-Анс-Бей                    | 1213                            | 13                              | Сент-Андру                      | Хаф-Уэй-Три                     | 453                             |
| 4 | Трелони                         | Фалмут                          | 875                             | 9                               | Сент-Катерин                    | Спаниш-Таун                     | 1192                            | 14                              | Сент-Томас                      | Морант-Бей                      | 743                             |
| 5 | Уэстморленд                     | Саванна-ла-Мар                  | 807                             | 10                              | Сент-Мэри                       | Порт-Мария                      | 611                             |                                 |                                 |                                 |                                 |

## Внешняя политика
Ямайка входит в состав Британского Содружества, член ООН и её специализированных организаций, Организации американских государств, Карибского сообщества, Движения неприсоединения, стран АКТ и др.
Внешнеполитический курс страны существенно колебался в зависимости от того, какая партия стояла у власти. Так, правительство ЛПЯ в 1962—1972 ориентировалось на США и Великобританию. Кабинет ННП в 1972—1980 делал упор на лозунги неприсоединения и солидарности со странами «третьего мира», укреплял отношения с Кубой. ЛПЯ, вернувшись к власти в 1980, разорвало отношения с Кубой и вновь переориентировалось на США. С 1989 правительство Ямайки проводит более взвешенную внешнюю политику.
Страна имеет дипломатические отношения с Россией (установлены с СССР в 1975).

## Вооружённые силы
Силы обороны Ямайки (англ. Jamaica Defence Force) состоят из:
- сухопутные силы — 1 пехотный полк (три батальона, из них один резервный); сапёрный полк (фактически — батальон в составе 4 рот); батальон поддержки и обслуживания (учебный центр, подразделения снабжения, ремонта, транспорта, военной полиции);
- авиационное крыло — несколько лёгких самолётов и вертолётов;
- береговая стража — 3 сторожевых корабля, 2 патрульных катера, а также малые катера.

## Население

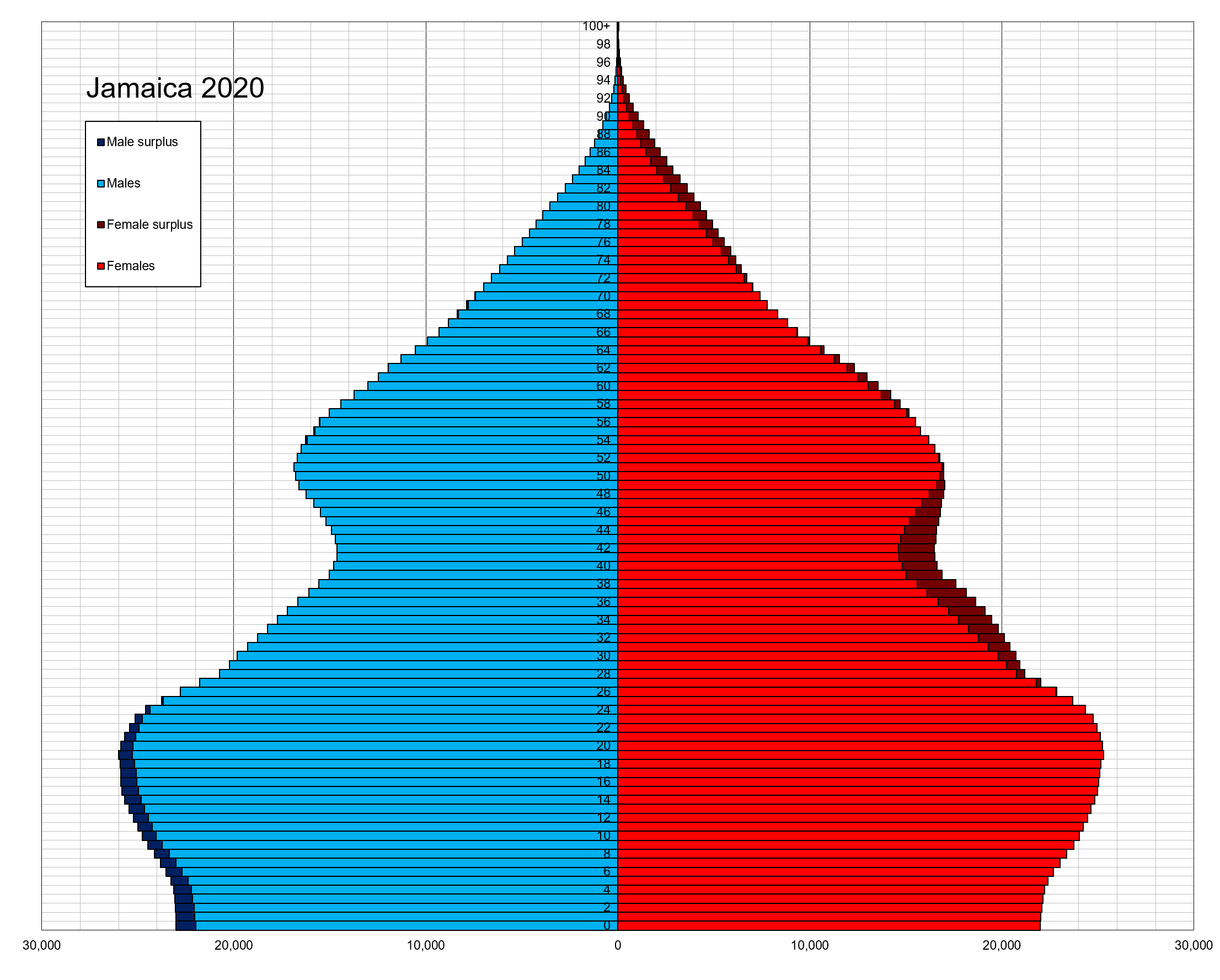
Возрастно-половая пирамида населения Ямайки на 2020 год

- Численность населения — 2,8 млн (оценка на июль 2010)
- Рождаемость — 19,5 на 1000
- Смертность — 6,5 на 1000
- Эмиграция — 5,5 на 1000
- Годовой прирост населения — 0,7 %
- Фертильность — 2,2 рождений на женщину
- Средняя продолжительность жизни — 71,8 лет у мужчин, 75,3 лет у женщин
- Заражённость вирусом иммунодефицита (ВИЧ) — 1,6 % (оценка на 2007 год)
- Грамотность — 84 % мужчин, 92 % женщин
- Городское население — 53 %

Этно-расовый состав: афроямайцы — 91,2 %, мулаты — 6,2 %, другие — 2,6 % (по переписи 2001 года).
Языки: основным разговорным языком является ямайский креольский язык («патуа») на основе английского и испанского, официальным языком является стандартный английский.
Религии: протестанты разных толков — 62,5 %, католики — 2,6 %, растафари — 10 %, атеисты — 20,9 %, другие и неопределившиеся — 4 % (по переписи 2001 года).
Протестанты представлены баптистами, англиканами, методистами, пятидесятниками из Церкви Бога и Ассамблей Бога и др.
Крупнейшие города: Кингстон (660 тысяч человек), Монтего-Бэй (83 тысячи).

## Экономика
Главный сектор экономики Ямайки — сфера обслуживания (более 60 % ВВП и работающих). Основные источники доходов в конвертируемой валюте — обслуживание туристов (около 20 % ВВП), денежные поступления от работающих за рубежом (около 20 % ВВП) и экспорт бокситов и алюминия.
ВВП на душу населения (в 2018) — 5,3 тыс. долл. (97-е место в мире). Уровень безработицы (в 2018) — 9,4 % (140 место в Мире).
Сельское хозяйство (6 % ВВП, 17 % работающих) — сахарный тростник, бананы, цитрусовые, ямс, овощи, производство кофе; разводятся куры и козы; ловля моллюсков.
Промышленность — добыча бокситов, обработка сельхозпродукции, производство рома и одежды.

### Внешняя торговля
Экспорт в 2017 году — 1,34 млрд $. Основные экспортные товары: алюминий, включая руду и его соединения (до 50 % стоимости), алкогольные напитки (главным образом ром), нефтепродукты, кофе, сахар, фрукты и овощи.
Основные покупатели — США 30 %, Германия 11 %, Канада 9,4 %, Нидерланды 6,1 %, Россия 4,2 %.
Импорт в 2017 году — 5,82 млрд долл.: топливо, включая нефтепродукты (до 20 %), машины, оборудование и транспортные средства (до 28 %), готовые медикаменты и другие химические товары, включая пластик, бумажные и продовольственные товары.
Основные поставщики — США 41 %, Китай 7,1 %, Япония 5,9 %.

## Культура

### Музыка

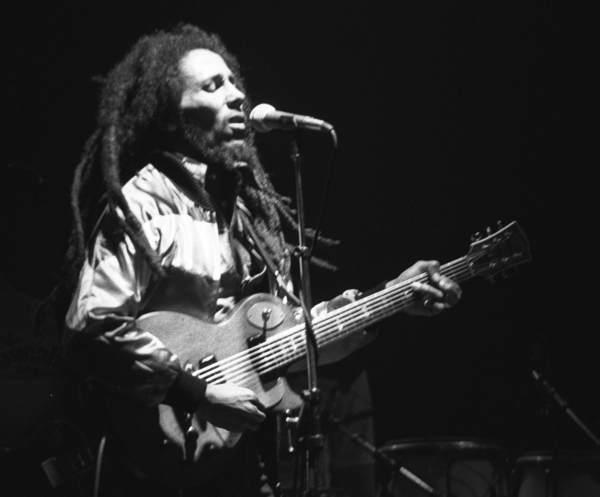
Боб Марли

В музыкальном мире Ямайка известна, прежде всего, за счёт стиля регги, представленного сотнями талантливых исполнителей и коллективов, таких как Боб Марли, The Congos, Lee "Scratch" Perry, Макс Ромео, The Abyssinians, The Heptones, Kiddus I, John Holt, Eek-A-Mouse и мн. др. Начиная с 1970-х годов регги и производные от него стили распространились по всем континентам. Также Ямайке своим происхождением обязаны стили ска, даб, дансхолл, соул, калипсо. Широкую известность получили солистки группы Boney M (Лиз Митчелл и Марсия Барретт), модель, актриса и певица Грейс Джонс, солист группы Bad Boys Blue Тревор Тэйлор, обладатель «Грэмми» Шон Пол, а также ямайской регги группе Inner Circle, Эндрю Дональдс, известный благодаря таким хитам, как «Mishale» (38 место в Billboard Hot 100), «(I’m Not Your) One Night Lover» и совместной работе со знаменитым музыкальным эмбиент-коллективом Enigma.

### Спорт

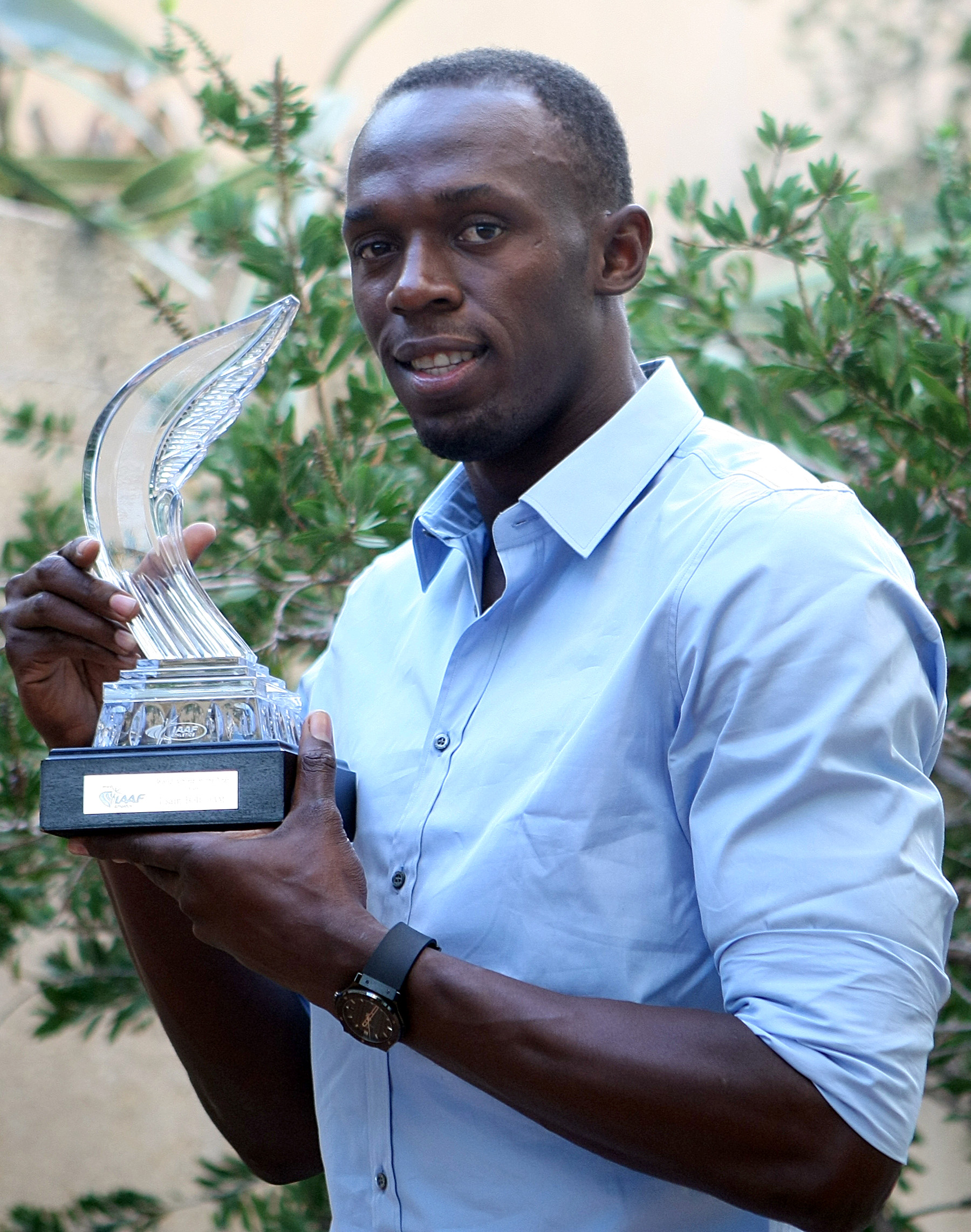
Усэйн Болт с призом лучшему легкоатлету мира 2011 года

Среди видов спорта на Ямайке наиболее развит бег на короткие дистанции. Ямайские спринтеры заявили о себе ещё в 1948 году, когда Ямайка впервые приняла участие в летних Олимпийских играх. Всего в 1948—2012 годах спортсмены Ямайки выиграли 67 олимпийских наград (включая 17 золотых), из них 66 были завоёваны в лёгкой атлетике и ещё одна в велоспорте. В беге на 100 и 200 метров спортсмены Ямайки в XXI веке являются одними из мировых лидеров наравне с легкоатлетами США.
Среди женщин-спринтеров успехов на мировом уровне добились Мерлин Отти, Вероника Кэмпбелл-Браун, Шелли-Энн Фрейзер-Прайс и другие. В конце 2000-х годов взошла звезда самого успешного спортсмена в истории страны: Усэйн Болт на трёх Олимпиадах подряд (2008 и 2012, 2016) сумел выиграть по три золотые медали, побеждая на дистанциях 100 метров, 200 метров и в эстафете 4×100 метров. Установив мировые рекорды на дистанциях 100 и 200 метров, Болт стал настоящим символом Ямайки и одним из наиболее узнаваемых легкоатлетов в истории спорта.
Сборная Ямайки по бобслею участвовала в четырёх зимних Олимпийских играх, заняв в 1994 году 14-е место среди экипажей-четвёрок.

### Праздники
Джонкану (англ. Jonkonnu parades) — традиционное торжество, посвященное Рождеству[уточнить], во время которого празднующие шествуют по улицам в маскарадных костюмах. Этот праздник вышел из традиций тайных обществ Западной Африки.
6 января отмечается День марунов. Этот праздник отмечается в день рождения капитана Куджо, маруна, одержавшего победу над английской армией в 1730-х годах. 6 января в честь этого дня проводятся фестивали, неотъемлемыми атрибутами которых являются традиционные танцы, пение и обряды.
6 августа отмечается День независимости Ямайки.

## В культуре
- Пираты Карибского моря (серия фильмов)
- «Мароны» — роман Майн Рида.
- «Человек с золотым пистолетом» — роман Яна Флеминга
- «Крутые виражи» — история о команде Ямайки по бобслею

Знаменитая песня «Giamaica» написанная в середине XX века Тонино Антонио Валли и исполняемая Робертино Лоретти, Валерием Меладзе, Витасом и другими исполнителями.
Группа «Comedoz» множество раз ссылается в своих песнях на Ямайку. Также они имеют песню «Ямайка».
Уроженцами Ямайки являются персонажи произведений Шарлоты Бронте «Джен Эйр» и Этель Лилиан Войнич «Сними обувь твою».

## Туристические объекты
- Около 70 официальных пляжей
- Дом-музей Боба Марли, а также Город-музей Порт-Ройал